# 岬之町
岬之町（はなのちょう）は、山口県下関市にある地名。郵便番号は750-0014。当町の人口は348人（平成27年国勢調査による。）。

## 地理
下関市の南部に位置する。東は観音崎町、北は丸山町、西は入江町と細江町に接する。

## 歴史

### 地名の由来
岬之町にあった「王司の鼻」の鼻が岬に転じて岬之町になったとされている。

### 沿革
- 1860年（明治3年）竜海阿闍梨が高野山真言宗功徳院を創建[3]
- 1882年（明治15年）東細江町が岬之町と観音崎町に分離。[2]
- 1893年（明治26年）岬之町物品問屋信用組合が近代的信用組合として下関で初めて出現。その後1897年には廃止[3]。
- 1930年（昭和5年）朝鮮半島の麗水への定期航路を開設[2]。
- 1947年（昭和22年）日本銀行下関支店が開設[2]。
- 1954年（昭和29年）岬之町の範囲が変化[2]。それに伴い、周辺の細江町や丸山町も変化した。
- 1970年（昭和45年）関釜フェリー開設により麗水間を廃止[2]。
- 1978年（昭和53年）岬之町埠頭が完成[2]。

### 町名の変遷
| 実施後   | 実施年月日         | 実施前   |
| -------- | ------------------ | -------- |
| 岬之町   | 1882年（明治15年） | 東細江町 |
| 観音崎町 | 1882年（明治15年） | 東細江町 |

## 交通

### バス
- サンデン交通「三百目」バス停下車

### 道路
- 国道9号

## 施設
- 日本銀行下関支店
- 功徳院
- 愛宕寺
- セブンイレブン下関岬之町店
- 日本水産発祥地
- 下関市消防局
- 岬之町埠頭公園

## 史跡
- 眞木菊四郎殉難之地